# Bouřlivý příliv

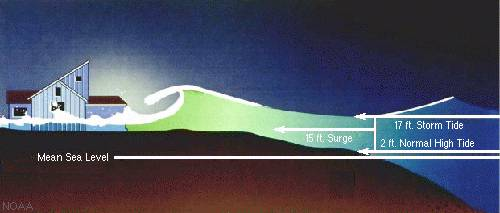
Bouřlivý příliv

Bouřlivý příliv nastává tehdy, když je astronomicky podmíněný příliv podporován ještě terestrickými fenomény.
Vane-li silný vítr nad mořem dlouho a po dlouhé dráze jedním směrem, tlačí tím směrem i vodu, a tak může dojíti k zvednutí hladiny na pobřeží i o několik metrů a současně s tím může probíhat mohutný příboj. Nastane-li to současně s nejvyšším přílivem, bývají dopady tragické jako např. v případě hurikánů (tj. tropických cyklón) v Karibiku v roce 2017 či zničení města Taclóban na Filipínách roku 2013.

## Terminologie
Anglický termín (a vědecký název) samotného větrem působeného jevu je Storm surge, které označuje jak proces transportu vody a zvyšování hladiny, tak i rozdíl hladin oproti stavu bez větru. Německý výmluvný a jednoznačný termín je Windstau, zvýšení hladiny vlivem větru. Anglické Storm zde označuje velkou tlakovou níži, nikoliv vítr právě „síly“ 11 dle Beaufortovy stupnice. Německé Sturmflut označuje příliv (Flut - jak proces, tak i maximální dosaženou výšky hladiny vlivem slapů) mohutně posílený větrem. Současně ale vzbuzuje i dojem záplavy (vzhledem k lidovému užívání slova Flut). Odpovídá ve skutečnosti anglickému Storm tide. České sousloví tomu odpovídající je bouřlivý příliv.
Mnohem později navržené české sousloví „vzestup hladiny moře za bouře“ je jako název příliš dlouhé a také nenaznačuje skutečnost, že je fenomén vázán jen na rozsáhlé a hluboké tlakové níže (tj. cyklóny). Kromě toho užívá neurčitý termín „bouře“, který je víceznačný stejně jako anglické Storm. Již dlouho užívané adjektivum „bouřlivý“ v českém odborném termínu „bouřlivý příliv“ odpovídá českému (o přírodních zjevech) plný bouřek nebo bouří či velmi hlučný, hřmotný. To podle některých autorů odpovídá anglickému vědeckému názvu ještě méně, nejde o "stormy tide", patřičné adjektivum by bylo leda „bouřový“.[zdroj?] Pomineme-li průběh jevu a omezíme se jen na zvýšení hladiny, bylo by adekvátní substantivum vzdutí, jako v německém Windstau, doslova „větrné vzdutí“.
Jde o fenomény z českého vnitrozemí téměř neznámé. Počátek obsahové diskuse k terminologii cizokrajných jevů viz .

## Historie bouřlivých přílivů

### Oblast Asie
Nejhorší a tudíž i nejsmrtelnější zaznamenaný bouřlivý příliv byl způsoben cyklonem Bhola, který v roce 1970 zabil v oblasti Bengálského zálivu až 500 000 lidí. Nízko položené pobřeží Bengálského zálivu je totiž obzvláště citlivé na vzestupy hladiny moří způsobené tropickými cyklónami. Doposud nejhorší a nejsmrtelnější bouřlivý příliv v 21. století zapříčinil cyklon Nargis, který v květnu 2008 zabil v Myanmaru více než 138 000 lidí. Dalším ze smrtelných bouřlivých přílivů 21. století byl způsoben tajfunem Haiyan (Yolanda), který v roce 2013 v centrálních Filipínách zabil více než 6 000 lidí.
Ekonomické ztráty způsobené tajfunem Haiyan se odhadem vyšplhaly na 14 miliard amerických dolarů (USD).

### Oblast Austrálie a Spojených států amerických
Galvestonský hurikán z roku 1900, zaznamenaný jako hurikán 4. kategorie, který zasáhl texaské město Galveston, vedl podél pobřeží zničující příliv a se svými 6 až 12 tisíci oběťmi se stal nejsmrtelnější přírodní katastrofou, která kdy zasáhla Spojené státy americké.
Historicky nejvyšší zaznamenaný příliv způsobený tropickou cyklónou způsobil v roku 1899 cyklon Mahina. V Bathurtském zálivu v Austrálii udávala až na 13 metrů. Nicméně výzkum publikovaný v roce 2000 dospěl k závěru, že tak vysoko mohly dosahovat nanejvýš vlny na strmém pobřeží.
Ve Spojených státech amerických byl jeden z nejvyšších zaznamenaných bouřlivých přílivů způsoben hurikánem Katrina v roce 2005, kdy největší příliv dosáhl více než 8 metrů v jižním Mississippi, s výší přílivu až 8,5 metru v městě Pass Christian. Dřívější z rekordních vzestupů hladiny vody za bouře se vyskytl tamtéž, a to při hurikánu Camille v roce 1969 s bouřlivým přílivem dosahujícím 7,5 metru. Také v New Yorku došlo k bouřlivýmu přílivu, a to konkrétně v roku 2012 při hurikánu Sandy. Tento příliv dosahoval výšky až 4,2 metru.

### Severní moře a Balt
Cyklóny běžně zvedají hladinu a působí záplavy na pobřeží moře Severního, méně často i Baltského. Aktualizovaný seznam podrobných zpráv o vzestupech hladin i na baltském pobřeží Německa od podzimu je na stránkách Spolkového úřadu pro námořní dopravu a hydrogeografii (Bundesamt für Seeschifffahrt und Hydrographie). Zprávy dokonale popisují jak děje, tak i změny výšek hladiny slapové a větrné, jako např. ta z října 2017 .

## Mechanika
Na změně výšky přílivu během bouří se podílí nejméně 5 procesů, a to:
- Vliv atmosférického tlaku
- Přímý vliv větru
- Vliv rotace Země
- Vliv vln poblíž pobřeží
- Vliv srážek[19]

Účinek tlaku tropického cyklonu může způsobit, že hladina vody v otevřeném oceánu vzroste v oblastech s nízkým atmosférickým tlakem a klesne v oblastech s vysokým atmosférickým tlakem. Stoupající hladina vody bude působit proti nízkému atmosférickému tlaku tak, že celkový tlak v určité rovině pod hladinou vody zůstane konstantní. Vlivem tohoto účinku se odhaduje nárůst hladiny moře o 10 mm s každým poklesem atmosférického tlaku o jeden milibar (hPa).
Silný vytrvalý povrchový vítr vytváří povrchové proudy odkloněné o 45° od směru větru. Tenhle jev je znám jako Ekmanova spirála. Tření větru o hladinu má za následek tendenci vodní hladiny vzrůstat po směru větru a snižovat se proti směru větru. Protože efekt Ekmanovy spirály se skrz vodu šíří vertikálně, je úměrný hloubce a v mělčí vodě se téměř neuplatňuje - voda se pohybuje přímo ve směru větru. Vlivy tlaku a hnaní vody větrem vně pobřeží se v zátokách projevují stejným způsobem, jakým probíhá astronomický příliv.
Zemská rotace způsobuje efekt zvaný Coriolisová síla, který ohýbá proudy směrem doprava na severní polokouli a doleva na polokouli jižní. Když se proudy takhle ohnou kolměji k pobřeží, může to zesílit vzestup hladiny, a naopak, když se proudy ohýbají směrem od pobřeží, vzestup hladiny se zeslabuje.
Efekt vln přímo poháněných větrem se liší od větrem poháněných proudů. Mohutný vítr vytváří velké a silné vlny v směru svého pohybu. Ačkoli tyhle povrchové vlny jsou zodpovědné jen za velmi malý přesun vody na otevřeném moři, mohou být zodpovědné za významný přesun blízko pobřeží. Když se vlny lámou na linii, která je víceméně rovnoběžná s pláží, nesou značný objem vody směrem k břehu. Jak se vlny lámou, částečky vody pohybující se směrem k pobřeží mají značnou hybnost a mohou vyběhnout na svažité pláži tak vysoko nad průměr vodní hladiny, že jde až o dvojnásobek výšky vlny v oblasti, než se začala lámat.
Vliv srážek na vzestup hladiny se vyskytuje zejména v estuáriích (ústích řek do moře). Hurikány mohou během 24 hodin vypustit až 300 mm srážek na velkých plochách a ještě více v menších oblastech. Výsledkem je, že z povodí se může rychle zvýšit množství vody v řece, která z něj vodu odvádí. To pak může zvýšit hladinu vody poblíž přílivových ústí řek v důsledku toho, jak bouřlivý příliv z oceánu potká srážky přitékající řekou.

### Ostatní procesy

Znázornění předpovědi zvýšení hladiny vlivem hurikánu v blízkosti Floridy

Mimo výše uvedených procesů jsou bouřlivý příliv a výška vln u pobřeží ovlivňované také tokem vody nad podložní topografií, čili konfigurací a hloubkami oceánského dna a konkrétní pobřežní oblasti. Úzký šelf či dno svažující se strmě rovnou od břehu, kdy je už při pobřeží hluboká voda, mají tendenci vytvářet nižší bouřlivý příliv, ale vyšší a silnější vlny. Dobrým příkladem je jihovýchodní pobřeží Floridy. Hrana Floridské plošiny, kde hloubka vody dosahuje 91 m pouhých 3000 m od pobřeží Palm Beach; a jenom 7000 m od pobřeží se hloubka vody zvyšuje až na 180 m. Sledujeme-li linii této 180m hloubky na jih od Palm Beach County, tak tam leží až 30 km východně od Florida Keys.
Naopak, pobřeží podél Severní Ameriky, jakým je například to, které se táhne u Mexického zálivu z Texasu na Floridu a také Bengálsky záliv v Asii, mají dlouhé, pomalu se svažující šelfy a mělkou hloubku vody. Na floridském okraji Mexického zálivu je hrana Floridské plošiny vzdálena více než 160 kilometrů od Marco Island v Collier County. Florida Bay, ležící mezi Florida Keys a pevninou, je neobyčejně mělká, hloubka se pohybuje obvykle mezi 0,3 m až 2 m. Tyto oblasti jsou typické pro vyšší bouřlivý přílivy s menšími vlnami. Tato odlišnost spočívá v tom, že v hlubší vodě může být vzestup hladiny za bouře rozptýlený dolů a směrem od hurikánu. Když se ale pohybuje nad mělkým a mírně se svažujícím šelfem, pak vzestup hladiny nemůže být rozptýlený, ale je hnán na břeh třením větru hurikánu. Topografie povrchu krajiny je dalším důležitým prvkem, co se týče rozlohy pobřeží postižené bouřlivým přílivem. Oblasti, které leží jenom pár metrů nad hladinou moře, obzvlášť čelí riziku zaplavení v důsledku takového vzestupu hladiny.
U konkrétní topografie a batymetrie není výška bouřlivýho přílivu ovlivněna jenom nejvyšší rychlostí větru; samotný rozsah tlakové níže má také vliv na maximální vzestup hladiny. Uvnitř každé cyklóny může nahromaděné voda vytékat z obvodu cyklóny. Tento mechanismus úniku vody se snižuje, když cyklóna pokrývá větší oblast (poměr obvodu tlakové níže a její plochy je nepřímo úměrný průměru kruhové cyklóny).

### Mimotropické bouře
Podobně jako u tropických cyklón, i mimotropické tlakové níže způsobují bouřlivý příliv na pobřeží. Nicméně na rozdíl od většiny tropických cyklón, mohou ty mimotropické způsobit zvýšení hladiny na velké ploše a po delší dobu, v závislosti na systému. Vzestup hladiny vody způsoben mimotropickou cyklónou se může vyskytnout v Severní Americe na pobřeží Pacifiku a Aljašky a severně od 31° severní zeměpisné šířky na pobřeží Atlantiku. Vzestupy hladiny vody vlivem mimotropické cyklóny se mohou objevit dokonce i v oblasti pobřeží Mexického zálivu a to nejčastěji v zimním období, jako tomu bylo v roku 1993 u Bouře století.
V dnech 9. až 13. listopadu 2009 zasáhl východní pobřeží USA výrazný vzestup hladiny vody způsobený mimotropickou tlakovou níží, když se pozůstatky Hurikánu Ida na jihovýchodním pobřeží USA rozvinuly v Nor'easter. Během této události se východní větry nacházely podél severního okraje středu tlakové níže po několik dní, tlačíc vodu do oblastí jako Chesapeakská zátoka. Úroveň hladiny vody výrazně vzrostla a zůstala ve výši 2,4 m nad normálem na početných místech v celé oblasti Chesapeakské zátoky po několik dní, neboť voda se neustále hromadila uvnitř ústí větrem vanoucím na břeh a zároveň do zátoky vtékala voda z dešťů. Na mnohých místech byl zaznamenám vzestup vody jen o pouhé 3 centimetry pod rekordní úroveň.

## Mitigace
Přestože meteorologické služby varují před hurikány i slabšími bouřemi, v některých oblastech, kde je riziko pobřežních záplav obzvlášť vysoké, existují specifická varování před bouřlivým přílivem. Ta varování byla zavedena například v Nizozemsku, Španělsku a ve Spojeném království.
Ochrannou metodou zavedenou po povodni v Nizozemsku v roce 1953 je výstavba hrází a pohyblivých bariér proti zaplavení. Ty jsou otevřené a umožňují volný průchod, ale zavírají se, pokud zemi hrozí bouřlivý příliv. Hlavními bariérami proti přílivu jsou v Nizozemsku Oosterscheldekering a Maeslantkering, které jsou součástí projektu Deltawerken; bariéry na Temži chránící Londýn a tzv. Petrohradská hráz v Rusku. Dalším z moderních vynálezů (v Nizozemsku) je vytvoření obytných komunit na okrajích mokřadů s plovoucími konstrukcemi, které jsou uchyceny vertikálními stožáry. Takové mokřady mohou být využity k pohlcování odtoku a přílivů bez poškození konstrukcí, přičemž zároveň chrání klasické konstrukce ve vyšších nadmořských výškách, pokud hráze zabraňují většímu proniknutí přílivu.

## Obrácený bouřlivý proces, odliv: snížení hladiny
V případě pevninských oblastí je bouřlivý změna hladiny větší hrozbou, pokud vítr udeří na zemi od moře, než pokud vane z pevniny. Tehdy může voda být naopak odsávána pryč od pobřeží, někdy to nastává předtím, než udeří bouřlivý příliv. Bylo tomu tak v případě pobřeží západní Floridy v roce 2017, těsně předtím, než Hurikán Irma dorazil na pevninu, přičemž byla odkryta země, která bývá normálně pod vodou. Tento jev je známý jako "reverse storm surge" či "negative storm surge", tedy snížení hladiny.
V tomto článku byl použit překlad textu z článku Storm surge na anglické Wikipedii.